# Kika og Bob
Kika og Bob (Kika en Bob) er en belgisk tegnefilmserie om pigen Kika og brandmanden Bob. Historien begynder i Waterloo i Belgien, hvor Kikas kat Tiger kravler op på et kirkespir. Da Kika og Bob prøver at redde Tiger, bliver de fanget af vinden og ført langt væk. Seriens 2. sæson begynder med at Tiger jager en due, som i forskrækkelse flyver sin vej. Duens ejer tager Tiger til fange, og som bod forlanger hun at Kika og Bob fanger duen og kommer tilbage med den. De 2 sæsoner og 52 afsnit fører dem rundt i verden, hvor de oplever mangt og meget.
Serien sendes dagligt af NPS og Ketnet og på dansk af DR Ramasjang og DR Ultra. Den er lavet af Vincent Bal og Colette Bothof i samarbejde med Bruno Felix og Femke Wolting. Episoderne blev vist første gang i marts og februar 2008.

## Stemmer
Hollandske stemmer
- Georgina Verbaan – Kika
- Jack Wouterse – Bob
- Joris Lutz – fortælleren
- Vincent Bal – Tiger
- Huub Dikstaal – andre stemmer
- Hetty Heyting – andre stemmer

Flamske stemmer 
- Tine Van den Wijngaert – Kika
- Vic De Wachter – Bob
- Koen Van Impe – fortælleren
- Vincent Bal – Tiger
- An Lovink – andre stemmer
- Dimitri Leue – andre stemmer
- Eva Vermeire – andre stemmer
- Pieter Embrechts – andre stemmer

Danske stemmer
- Max Hansen – Bob
- Marie Søderberg – Kika
- Lars le Dous – Stemme (fortælleren)

## Besøgte lande
I løbet af seriens 52 episoder besøger Kika og Bob de følgende 25 lande:
- Brasilien
- Senegal
- Egypten
- Bhutan
- Indien
- Australien
- Japan
- Rusland
- Cuba
- Mexico
- USA
- Grønland
- Kina
- Forenede Arabiske Emirater
- Kenya
- Italien
- Frankrig
- Storbritannien
- Tanzania
- Argentina
- Vatikanstaten
- Schweiz
- Holland
- Israel
- Marokko

## Link
- Kika og Bob på Internet Movie Database (engelsk)
- Kika og Bob hos The Movie Database (engelsk)
- Kika og Bob hos TheTVDB (engelsk)